# 女独臂刀
《女独臂刀》（英語：One Armed Swordswoman）是1972年上映的一部电影，由金聖恩执导兼编剧、張清清等人参演。该电影主要讲述一个女侠与救她的人所产生的爱恨情仇的故事。

## 劇情簡介
有一个女侠在行侠仗义的时候被人偷袭导致手臂中毒，而有一个蒙面人为了救了她，为了不让毒扩散至全身而将女侠的一只手臂砍下。
虽说救她的人并不愿意和她有什么关系，但是女侠却爱上了她，并在之后不断地寻找这个人，可是最后她却被一个伪装成那个人的盗贼团伙被欺骗。
在这之后，女侠为了找到欺骗他的人，做了很多错事，甚至还错杀了一个盲人。
虽说在这之后，她真的找到了蒙面人，可是最后，她却在击杀盗贼团的时候因为重伤不治而倒下……

## 演员
- 张清清
- 雷鸣
- 江明
- 田明
- 李強
- 金萬希
- 張義本
- 錢盈
- 蔡慧華
- 余松照
- 章少君
- 陳信一

## 備註
1. ↑  林奕華. . 2014年.
2. ↑  黃仁. . 2004年.
3. ↑  胡平生. . 2020年.

## 相關連結
- 互联网电影数据库（IMDb）上《女独臂刀》的资料（英文）
- 豆瓣电影上《女独臂刀》的資料 （简体中文）
- 香港影庫上《女独臂刀》的資料（繁體中文）
- 观看地址 （页面存档备份，存于）